# Indian Distinguished Service Medal
De Indian Distinguished Service Medal was een hoge Britse koloniale onderscheiding voor dapperheid. Het Britse Rijk had een Indian Army onder de wapenen om de grenzen van Brits-Indië te verdedigen. De Indiase strijdkrachten werden tijdens de Eerste Wereldoorlog en Tweede Wereldoorlog ook buiten het subcontinent ingezet om de Britse belangen te dienen. Een drager mocht de postnominale letters "IDSM" achter zijn naam dragen.   
De inheemse militairen en de politie kwamen niet in aanmerking voor de Britse Distinguished Service Medal en de Military Medal. Daarom werd een speciale koloniale onderscheiding ingesteld.
De naam is verwarrend. De Distinguished Service Medal van het Verenigd Koninkrijk was een onderscheiding voor de onderofficieren en manschappen van de Britse Koninklijke Marine en het Korps Mariniers. De Indische medaille met dezelfde naam werd voor de landmacht gereserveerd.
Toen de medaille in 1907 werd ingesteld werd het het Victoria Cross nog niet aan Indische militairen uitgereikt. In plaats daarvan was er de Indian Order of Merit in drie klassen. De Indian Distinguished Service Medal was indertijd de op een na hoogste onderscheiding voor moed. Toen het Victoria Cross in 1911 ook voor Indiërs en alle andere onderdanen van het Gemenebest  beschikbaar werd gesteld werd de Indian Distinguished Service Medal de op twee na hoogste onderscheiding voor moed. Voor het Indische leger werd immers nooit een eigen uitvoering van de Distinguished Service Medal ingesteld terwijl deze er voor Afrikaanse troepen wel was. In 1917 werd besloten dat behalve Indiase militairen en de militairen die in de legers van de Indische maharadja's dienden in het vervolg ook de bedienden en de dragers voor de medaille in aanmerking kwamen.
Na de verdeling van Brits-Indië en de onafhankelijkheid van India en Pakistan werd de medaille niet meer uitgereikt.  
In 1929 werd het gebruik van de medaille uitgebreid tot de Brits-Indische marine, de Royal Indian Marine en in 1940 ook tot de Indian Air Force.
In veertig jaar werden ongeveer 6000 medailles en gespen verleend. Daarvan werden ongeveer 3200 tijdens de Eerste Wereldoorlog toegekend. In het interbellum was het Britse Rijk in meerdere koloniale conflicten verwikkeld. De regering verleende in die jaren 1600 medailles, Met name na gevechten in het semi-onafhankelijke koninkrijk Irak dat in 1920 tegen de Britse overheersing in opstand kwam werden medailles verleend. De Tweede Wereldoorlog en haar nasleep brachten ongeveer 1200 medailles.
Soms werd een gesp op het lint toegekend na een tweede voordracht.
De Indian Distinguished Service Medal werd na de eveneens koloniale Royal West African Frontier Force Distinguished Conduct Medal en de King's African Rifles Distinguished Conduct Medal gedragen.
De medaille werd in 1907 ingesteld door Eduard VII die in dit Koninklijk Besluit verwees naar dat van koningin Victoria van 24 mei 1894 waarin afzonderlijke "Dominion & Colonial issues of the Distinguished Service Medal" in het leven werden geroepen. Het besluit van 1894 ging niet op bijzonderheden in. Op 18 juni 1942 besloot George VI dat ook de Afrikaanse soldaten in het vervolg de Britse Distinguished Service Medal zouden ontvangen. De medaille van het Keizerrijk India bleef gehandhaafd.
Een Distinguished Service Medal was een in aanzien staande medaille. Het was de onderscheiding die een onderofficier of soldaat sinds 1854 mocht verwachten voor een moedige daad die niet voor het Distinuished Conduct Medal in aanmerking kwam. Tijdens de Tweede Wereldoorlog werden niet meer dan 1900 van deze medailles uitgereikt. In de jaren daarvoor waren dat er 770.
In de praktijk werd de medaille niet op initiatief van de koning of koningin uitgereikt, maar door de minister voor India. De Britse of "Imperial" Distinguished Service Medal was in het op rassenscheiding gebaseerde decoratiestelsel gereserveerd voor blanken en, bij uitzondering, Indiërs.

## De medaille
Op de voorzijde is de regerende Britse vorst afgebeeld en op de keerzijde staat de tekst "FOR DISTINGUISHED SERVICE". De ronde zilveren medaille werd aan een lint op de linkerborst gedragen. De medailles werden met de koppen van de drie koning-keizers van India, Eduard VII, George V en George VI geslagen. Eduard VIII regeerde te kort om een medaille te laten slaan. 
Het was gebruikelijk om medailles als deze vóór de uitreiking op de rand te voorzien van een inscriptie met de naam en rang van de decorandus en de datum van de toekenning.
Militairen laten bij het dagelijkse uniform zien dat zij een of meer gespen bezitten door een kleine zilveren tudorroos op het baton te naaien. De dragers kunnen op een mess-jacket of rokkostuum een miniatuur van de medaille, met miniatuurgespen op het lint, of aan een ketting op het revers dragen.